# Baie de Fort-de-France
La baie de Fort-de-France est une baie de France située en Martinique. 

## Géographie
Elle forme une importante échancrure dans la moitié sud de l'île, ouverte sur la mer des Caraïbes à l'ouest. 
Son rivage est occupé au nord par la ville de Fort-de-France, à l'est par une importante mangrove dans laquelle se trouve l'aéroport international de Martinique-Aimé-Césaire et au sud par la petite ville des Trois-Îlets.

## Transport
Une service de navettes maritimes, les Blue Lines, assure un service de transport de voyageurs dans la baie.